# Bernard Druène
 (octobre 2015).
Si vous disposez d'ouvrages ou d'articles de référence ou si vous connaissez des sites web de qualité traitant du thème abordé ici, merci de compléter l'article en donnant les références utiles à sa vérifiabilité et en les liant à la section « Notes et références ».
Bernard Druène est un militaire et historien français, né le 25 mai 1896 à Luz-Saint-Sauveur et mort à Lourdes le 20 janvier 1991.

## Biographie
Né à Luz, il est le fils de Marie Charles Cyprien Druène et de Raymonde Henriette Theil.
Etudiant, il s'engage volontairement pour la durée de la guerre le 31 décembre 1914 au 12e régiment d'infanterie.
Il se bat sur le Chemin des Dames et Douaumont de 1915 jusqu’au 24 mai 1916 où il fut blessé, puis en Serbie (1918), Odessa (où il sera témoin des derniers jours de la vieille Russie) et en Syrie (à Damas en 1919, fin de l’empire Ottoman).
Comme Prosper Pujo[précision nécessaire], il a pu croiser la route de Lawrence d’Arabie.
C’est déjà en ancien combattant qu’il entre à l'école de Saint-Cyr en 1920.
Il participe, à la campagne du Rif avec la Légion en 1923.
Puis, il est affecté au 24e régiment d’artillerie à Tarbes et aux services de renseignements. Il est un des rares officiers à avoir eu un commandement dans les deux régiments de Tarbes. 
En 1940, il participe à la défense de Dunkerque, avec le 16e corps, évacué en Angleterre.
Il reprend le combat sur le sol français mais il est capturé à Rennes et envoyé en Oflag à Dresde.
Libéré[Quand ?], il est chargé de récupérer outre Rhin les pièces rares que les Allemands avaient prélevées dans les collections françaises (c’est lui qui a ramené les canons des Invalides).
Selon une tradition tenace dont il se défendait, il ramena plus d’objets que les Allemands en avaient pris.
Administrateur au musée de l’armée des Invalides, passionné d’histoire, il collabore à de multiples revues et ouvrages, conseiller technique d’Abel Gance pour le tournage du film Napoléon et aussi pour le film la destinée de M. Rochambeau. 
Il a publié dans la revue Pyrénées sur les chasseurs pyrénéens des montagnes, sur Alexandre Brongniart, sur le « tulle de Barèges », la manufacture était tenue par ses grands-parents.
Son allure churchillienne, sa culture très personnelle, sa prodigieuse mémoire, son sens ineffable de l’hospitalité et sa fidélité dans l’amitié en faisaient un personnage infiniment attachant.
Sa passion pour l'Histoire l'amène plusieurs fois au service historique de la défense. Peu avant sa retraite, il rédige un ouvrage sur Berlin, Français à Berlin à travers huit siècles.

## Publications

### Ouvrages
- L'Aventure pyrénéenne d'Alexandre Brongniart
- Français à Berlin à travers huit siècles, parution en 1949
- Napoléon et ses adversaires (dans Histoire Universelle des Armées sous la direction de Jacques Boudet : chapitre 4 du vol. 3 "Les Temps Modernes"). Paris, Édition Robert Laffont, 1965
- Une traduction du récit de voyage d’Henri Swinburne
- La saison 1808 à Barèges
- Une plaquette décrivant la saga des artisans tisserands de Barèges

### Articles dans revues
- Le Maréchal August von Mackensen dans "Vivat Hussar", la revue des amis du Musée International des Hussards de Tarbes
- Le canon de Gèdre dans "En païs de Baretyo" no 5 (octobre-décembre 1953)

## Décorations
- Officier de la Légion d'honneur[réf. nécessaire]
- Commandeur de l'ordre national du Mérite
- Croix de guerre 1914–1918
- Croix de guerre des Théâtres d'opérations extérieurs
- Croix de guerre 1939–1945